# VBCI
VBCI — французька бойова машина піхоти (БМП), розроблена товариством Nexter Systems спільно із Renault Trucks.
Французьке держоборонзамовлення очікує отримати 630 машин.
На даний час французька VBCI успішно використовується французьким контингентом в Афганістані (а також в Лівані)
Перший VBCI зійшов з конвеєра у 2008 році, останні будуть поставлені у французьку армію в 2015 році. БМП збирається на промисловому майданчику Nexter в Руані, що в центрі Франції. У рік виробляється близько сотні машин. Виробнича програма БМП забезпечує компаніям Nexter Systems, Renault Trucks та їхнім субпідрядникам понад 8 мільйонів робочих годин.
Машина має колісну формулу 8х8 і випускається у двох модифікаціях: командно-штабного автомобіля і власне бойової машини піхоти. Модифіковані БМП, 520 яких були замовлені на поставку до армії Франції, оснащені 25-міліметровою гарматою і може вміщувати одинадцять солдатів. Маючи максимальну бойову вага близько 30 тонн, VBCI досягає швидкості 100 км/год. Машину можна перевозити у військово-транспортних літаках A400M. VBCI, так званий «будинок» для піхотинців, забезпечує високий рівень захисту, у тому числі і РХБЗ. Броня БМП захищає машину від снарядів середнього калібру і осколків. Крім того, вона забезпечує високий ступінь захисту від мін і саморобних вибухових пристроїв.